# Rue Erckmann-Chatrian
 (mai 2018).
Si vous disposez d'ouvrages ou d'articles de référence ou si vous connaissez des sites web de qualité traitant du thème abordé ici, merci de compléter l'article en donnant les références utiles à sa vérifiabilité et en les liant à la section « Notes et références ».
La rue Erckmann-Chatrian est une voie du 18e arrondissement de Paris, en France.

## Situation et accès
La rue Erckmann-Chatrian est une voie publique située dans le 18e arrondissement de Paris. Elle débute au 32-36, rue Polonceau et se termine au 9, rue Richomme.

## Origine du nom
Cette rue porte le nom d'Émile Erckmann (1822-1899), et Alexandre Chatrian (1826-1890), deux écrivains français plus connus sous le nom de plume commun d'Erckmann-Chatrian.

## Historique
Un arrêté préfectoral du 11 mai 1904 donne le nom de « rue Erckmann-Chatrian » à un tronçon de la rue Richomme qui débouchait rue Polonceau.